# تل ابوچیزان
تل ابوچیزان محوطه ای است در جنوب شرقی شوشتر که در سال ۱۳۸۲ توسط پروژه پیش از تاریخی شوشتر کشف شد. این محوطه در مرکز هزار دره‌های منطقه با بلندی ۱۵ متر از سطح زمین‌های اطراف و وسعت فعلی حدود ۸ هکتار بزرگترین محوطه ثبت شده پیش از تاریخی در منطقه شوشتر است. فعالیت‌های دره ای و تغییرات زمین ریختی در این بخش از شرق شوشتر بسیار چشم گیر است. متأسفانه به دلیل همین فعل و انفعالات، تل ابوچیزان، در حال تخریب است.
پس از کشف تل ابوچیزان، پروژه پیش از تاریخ شوشتر برآن شد تا تل ابوچیزان را دقیق تر بشناسد. برای همین امر یک فصل گمانه زنی به منظور لایه نگاری، یک فصل بررسی فشرده بر روی محوطه و یک فصل کاوش گسترده در محوطه به سرپرستی عباس مقدم انجام شد.
تل ابوچیزان از دوبخش استقراری تشکیل شده‌است، بخش مربوط به دوره‌های شوشان (شوشان میانه و جدید) و بخش مربوط به اوروک میانه. آنچه که در رابطه با تل ابوچیزان حائز اهمیت است اینکه این محوطه وسیع به دلیل نزدیکی به منابع خامی چون قیر، سنگ و خاک مرغوب برای سفالگری، نمونهٔ نادر از لندسکیپ تولیدی در هزاره پنجم و چهارم پیش از میلاد را به نمایش گذاشته‌است. پیش از این در باستان‌شناسی پیش از تاریخ خوزستان، محوطه جعفرآباد به عنوان یک سایت تولیدی شناخته شده بود که در آن کارگاه‌های سفالگری یافته شده‌است. اما، مطالعات انجام شده بر روی تل ابوچیزان مشخص ساخته‌است که در طول ۱۵۰۰ سال حضور انسان در این محوطه، تولید و بهره‌گیری از مواد خام منطقه عامل اصلی شکوفایی ابوچیزان بوده‌است.